# Zwartkapvireo
De zwartkapvireo (Vireo atricapilla) is een zangvogel uit de familie Vireonidae (vireo's). De vogel werd in 1852 door de Amerikaanse arts en natuuronderzoeker Samuel Washington Woodhouse geldig beschreven.

## Verspreiding en leefgebied
Deze soort komt voor in de zuidelijk gelegen staten van de Verenigde Staten van  Oklahoma tot in Texas en in Mexico in het noorden van de deelstaten Coahuila de Zaragoza en Tamaulipas. Het is een trekvogel die overwintert aan de westkust van Mexico, vooral in de deelstaten Sinaloa, het westen van Durango en verder zuidelijk tot aan Oaxaca.
Het leefgebied bestaat uit droge gebieden begroeid met struikgewas, waarin zo nu en dan bosbranden ontstaan. Bepaalde struikvormige soorten eiken zijn hiertegen bestand en overleven. Deze gebieden worden geleidelijk omgezet in begraasd gebied of krijgen een andere agrarische bestemming waarin deze cyclus van afbranden en herstel wordt beëindigd. Daardoor krimpt het leefgebied en is deze vogel kwetsbaar en staat daarom als gevoelig op de Rode Lijst van de IUCN.